# F.LM – Texte zum Film
F.LM war ein deutsches Online-Filmmagazin, es erschien von 2001 bis Ende 2011. Zunächst wurde F.LM als Druckausgabe mit vier Heften pro Jahr publiziert. Ab 2003 war das Magazin ausschließlich online verfügbar. F.LM war das erste deutschsprachige Filmmagazin, das sich dem Film und seinen Paratexten (Filmbücher, Soundtracks, Film-Literatur, Videospielen nach Filmvorlage usw.) widmete.

## Beschreibung
F.LM verstand sich als akademisches und cineastisches Filmmagazin, das nicht ausschließlich aktuelle Filmproduktionen behandelte. Neben Text-Kritiken zu verschiedenen Filmmedien und Film-Paratexten bot es Interviews, Audio- und Video-Podcasts, Video-Dokumentationen und einen Newsticker mit Nachrichten aus der Filmbranche sowie den Film-, Medien- und Kulturwissenschaften an.
F.LM veröffentlichte unregelmäßig filmhistorische und filmwissenschaftliche Essays verschiedener Gastautoren. Die Texte von F.LM wurden im Sinne einer Medienpartnerschaft unter anderem bei Der Schnitt, Splatting Image, der Filmzentrale und der Online-Filmdatenbank veröffentlicht. Im Archiv von F.LM finden sich alle Ausgaben der zwischen 1997 und 2000 erschienenen Jenaer Filmzeitschrift frame 25 – Die Filmzeitschrift.
Die Redaktion von F.LM hatte ihren Sitz in Berlin und bestand aus dem Chefredakteur Stefan Höltgen und den Redakteuren Jochen Werner (Berlin), Oliver Nöding (Düsseldorf) und Matthias Huber (München). Darüber hinaus lieferten circa 20 freie Mitarbeiter und Autoren Kritiken, Essays, Rezensionen und Festivalberichte. F.LM berichtete regelmäßig von der Berlinale, dem Fantasy Filmfest und dem Pornfilmfestival Berlin.

## Ehemalige Redakteure und Autoren
- Stefan Höltgen (Chefredakteur)
- Jochen Werner (Redakteur)
- Oliver Nöding (Redakteur)
- Martin Gobbin (Redakteur)
- Jörg Buttgereit
- Hans J. Wulff
- Marcus Stiglegger
- Dan Gorenstein
- Michael Wetzel
- Jörg Albrecht
- Sigrid Lange
- Manfred Riepe
- Frank Stegemann
- Christoph Cöln
- Arno Meteling
- Ekaterina Vassilieva
- Florian Reinacher
- Jörg Hackfurth
- Karsten Hertrich
- Miriam-Maleika Höltgen
- Patrick Baum
- Sven Jachmann
- Thomas Groh
- Thomas Hajduk

und andere